# Castilleja del Campo
Castilleja del Campo település Spanyolországban, Sevilla tartományban. Castilleja del Campo Chucena, Escacena del Campo, Sanlúcar la Mayor, Carrión de los Céspedes és Huévar del Aljarafe községekkel határos. Lakosainak száma 612 fő (2024).

## Népesség
A település népessége az elmúlt években az alábbi módon változott:
| Lakosok száma | 618  | 629  | 631  | 636  | 642  | 643  | 628  | 629  | 624  | 612  |
|               | 2001 | 2004 | 2007 | 2009 | 2012 | 2014 | 2017 | 2019 | 2022 | 2024 |